# Термоелектрана Пломин
Термоелектрана Пломин је термоелектрана код Пломина у насељеном месту Пломин Лука.
Састоји се од ТЕ Пломин 1 (саграђене 1969. године) и ТЕ Пломин 2 (саграђене 2000. године). То је кондензацијска термоелектрана која поседује два блока. Сваки од њих има котао и по једну парну турбину. Погонско гориво је угаљ. Укупна снага термоелектране износи око 330 МW, а према подацима из 2015. године производи 2 235 GWh електричне енергије (Пломин 1 производи 794, а Пломин 2 производи 1 441). Пломин Лука је одабрана као локација због своје практичности; иако је у време изградње ТЕ Пломин 1 већина угља долазила из оближњег рудника угља, већ тада се део угља допремао морским путем, због непосредне близине Јадранског мора.
Висина димњака ТЕ Пломин је 340 метара, и то представља највишу грађевину у Хрватској.

## ТЕ Пломин 1
Блок ТЕ Пломин 1, са снагом од 120 МW, у погону је од 1969. године. Генератор паре Блока 1 је једноцевни котао Сулцер, са присилним протоком максималног трајног капацитета од 385 тона прегрејане паре по часу. Парна турбина  ТК 120, са снагом од 125 МW, израђена је према енглеској лиценци. Турбогенератор произвођача Долмел, са снагеом од 150 MVA , фактора снаге од 0,8 и напона од 13,8 kV је спојен на блок-трансформатор од 13,8/121 kV. Расклопно постројење од 110 kV има четири водна и по једно генераторско, спојно и мерно поље, те поље опште потрошње. Како би се створили услови рада са нискосумпорним увозним угљем, нови електрофилтер је морао бити изграђен, што је и учињено 1998. године. У склопу ревитализације блока замењен је систем цеви, а 2003. године долази до реконструкције система вођења Блока 1 са Siemens-Teleperm XP.
Првобитно је било планирано да ТЕ Пломин 1 престане са употребом до 2018. године или да ради ограниченим капацитетом.

## ТЕ Пломин 2
Одлука о изградњи ТЕ Пломин 2, снаге 210 МW, донесена је 1984. године, док је у јулу 1985. потписан уговор са заједницом домаћих извођача (INGRA), а радови су убрзо започети. 1986. године је донесена одлука о изградњи постројења за одсумпоравање. Радови се нису одвијали планираним темпом, па је Влада Републике Хрватске 1992. године задужила Хрватску електропривреду (ХЕП) да доврши изградњу ТЕ Пломин 2. ХЕП и PWE Energie из Есена основали су 1996. године ТЕ Пломин д. о. о., компанију чије је циљ био завршетак градње и пуштање у рад ТЕ Пломин 2. Процес је окончан 1999. године када је термоелектрана пуштена у рад.
Основу Блока 2 чине, између осталих, једноцевни проточни котао са присилном циркулацијом Сулцер, капацитета од 670 тона прегрејане паре по сату, и кондензацијска турбина, произведена у Творници парних турбина – АББ Карловац. Турбина има два кућишта. Турбогенератор који је произвела фирма Кончар је трофазни и двополни. Произведена енергија се преко блок-трансформатора од 13,8/240 kV предаје у мрежу од 220 kV. Веза са електроенергетским системом Хрватске се остварује расклопним постројењем од 220/110 kV.

### Постројење са котловима
Састоји се од генератора паре и разних помоћних система, који се налазе на њему и око њега, а служе за одвијање процеса производње паре. Произвођач постројења генератора паре је Ђуро Ђаковић Холдинг д.д. из Славонског Брода, по лиценци Сулцер. Као основно гориво употребљава се угљена прашина. Угаљ се са депонија допрема помоћу транспортера распоређених у виду траке до шест армирано-бетонских бункера. Из бункера се угаљ континуирано одводи на млинове, где се меље и суши. Угљена прашина се касније уводи у ложиште. Употребљава се лож уље.
Код самог ложишта, примењене су посебне мере за снижавање емисије азтоних оксида, којима се постижу вредности које су знатно испод прописане граничне вредности. Врућ пламен се усмерава према врху котла где се топлина предаје систему за испаравање, систему прегреача паре и предгрејачу ваздуха. Надаље следи њихово прочишћавање како би се уклонили несагориви састојци и пепео. На крају процеса се дим испушта у атмосферу кроз димњак висок 340 метара.

## ТЕ Пломин 3
У плану је изградња треће термоелектране, око које још увек не постоји јасан консензус да ли може донети више користи или штете. Првобитно је било планирано да се изградња објекта реализује до 2018. године. Поједини стручњаци сматрају да је здравље становништва које живи у околини веома штетно.